# Encyclia isochila
Encyclia isochila är en orkidéart som först beskrevs av Heinrich Gustav Reichenbach, och fick sitt nu gällande namn av Donald Dungan Dod. Encyclia isochila ingår i släktet Encyclia och familjen orkidéer. Inga underarter finns listade i Catalogue of Life.